# Sciberras

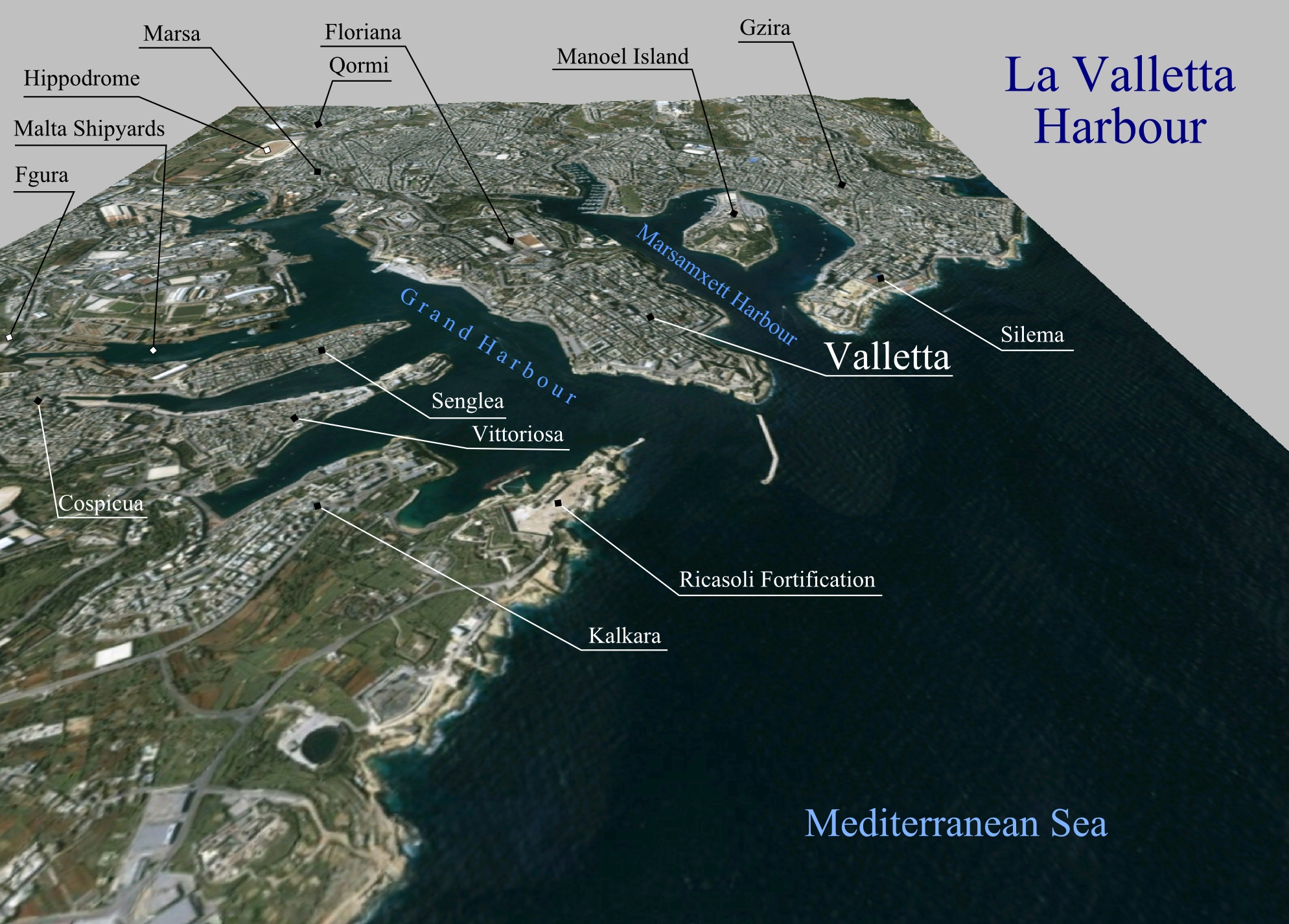
Mapa północnej części wyspy Malta, półwysep Sciberras jest wskazany jako Valletta

Sciberras (malt. peniżola ta' Xiberras, ang. Sciberras, wł. Sceberras) – półwysep i wzgórze (malt. l-Għolja Xiberras) na wyspie Malcie. Rozdziela zatokę i międzynarodowy port morski Wielki Port (ang. Grand Harbour) od zatoki i portu morskiego Marsamxett. Wzgórze ma wysokość 56 metrów.
Po Wielkim Oblężeniu Malty w 1565, na zlecenie wielkiego mistrza joannitów (Kawalerów Maltańskich) de la Valette'a na półwyspie Sciberras rozpoczęto budowę nowego miasta, nazwanego od jego nazwiska Valletta. Miasto to stało się później stolicą Malty, po przeniesieniu jej z Birgu.
Na półwyspie leżą Floriana i Valletta (stolica państwa).